# Владислав Горанов
Владислав Иванов Горанов е български икономист и политик от партията ГЕРБ.
Горанов е избиран за народен представител от партия ГЕРБ в XLI, XLII и XLIV народно събрание. Той е заместник-министър на финансите в първото правителство на Бойко Борисов (2009 – 2013) и министър на финансите във второто (2014 – 2017) и третото правителство (2017 – 2020) на Бойко Борисов. На 10 февруари 2023 г. Горанов е санкциониран от правителството на САЩ по Закона „Магнитски“ заедно с други български държавни служители заради „широкото им участие в корупцията в България“.

## Биография
Владислав Горанов е роден на 30 април 1977 г. в Плевен. До осми клас живее и учи в Долни Дъбник. Завършва Математическа гимназия „Гео Милев“ в Плевен. В периода 1994 – 1999 г. завършва икономика в Стопанската академия „Димитър Апостолов Ценов“ в Свищов с магистърска степен по счетоводство и контрол, след което започва кариерата си в държавната администрация. Обучавал се е в докторска програма в УНСС, но не успява да защити докторат.
От 1998 до 2001 г. е специалист Извънбюджетни сметки и фондове експерт и директор на дирекция „Финансова политика“ към Министерство на земеделието, горите и аграрната реформа. През 2001 г. заема длъжността главен експерт в дирекция „Финансиране на държавни органи, програми и осигурителни фондове" към Министерството на финансите. От 2001 до 2009 г. е началник на отдел „Социални разходи“ към Министерството на финансите, Управление на публичните финанси. От месец август 2009 г. до месец април 2013 г. заема поста на заместник-министър на финансите. Народен представител в XLII народно събрание, което напуска по собствено желание през месец февруари 2014 година. След това Горанов е назначен за изпълнителен директор и член на управителния съвет на Общинска банка.
От ноември 2014 г. до януари 2017 г. е министър на финансите на Република България. След кратко отсъствие от май 2017 г. отново заема длъжността министър на финансите.
В качеството си на министър е също така член на Борда на гуверньорите в Европейската инвестиционна банка от 17 май 2017 г. По време на първото българско председателство на Съвета на ЕС през първата половина на 2018 г. Горанов е и първият български финансов министър, който председателства Икономическия и финансов съвет (Екофин).
През юли 2020 г. Бойко Борисов обявява, че Кирил Ананиев, дотогавашен здравен министър, ще замести Владислав Горанов като министър на финансите. Макар че по закон има възможност да се завърне като депутат в XLIV НС, Горанов доброволно се отказва.
На 10 февруари 2023 г. правителството на САЩ санкционира Горанов по Закона „Магнитски“ заедно с други български държавни служители заради „широкото им участие в корупцията в България“. Посочва се, че Горанов е използвал позицията си на министър на финансите, за да улесни подкупването на български служители и да лиши българското правителство от данъчни приходи в полза на български олигарси, както и че е участвал в корупционна схема, довела до десетки милиони евро, изплатени на български служители в замяна на благоприятно законодателство за заинтересованите страни, участващи в хазартната индустрия. Изчислява се загуба от близо 600 милиона български лева (около 300 милиона долара) от данъчните власти за период от пет години, в полза на интересите на българските олигарси. Споменава се връзката му с обявения от САЩ за олигарх Делян Пеевски.
Женен, с три деца.